# Ryū Mitsuse
Ryū Mitsuse (jap. 光瀬 龍, Mitsuse Ryū; * 18. März 1928 in Minami-Senju, Landkreis Kita-Toshima (heute: Arakawa), Präfektur Tokio; † 7. Juli 1999) war ein japanischer Science-Fiction-Autor.

## Leben
Ryū Mitsuse wurde 1928 in der Stadt Minami-Senju in der Präfektur Tokio geboren. Sein Geburtsname war Kimio Chiba (千葉 喜美雄), doch nach seiner Heirat nahm er den Nachnamen seiner Frau an und hieß fortan Kimio Iizuka (飯塚 喜美雄).
Von 1945 bis 1948 besuchte er die Kawamura-Oberschule, von der er seinen Abschluss erhielt. Danach besuchte er die Tōyō-Universität, die er 1953 mit dem Bachelor of Science abschloss.
Nach seinem Universitätsabschluss trat Mitsuse dem Kagaku Sōsaku Club (科学創作クラブ, Kagaku Sōsaku Kurabu) bei, der das Magazin Uchū-jin (宇宙塵) vertrieb. Während dieser Zeit veröffentlichte er mehrere kurze Geschichten unter seinem Alias Ryū Mitsuse.

## Werke
Sein wohl bekanntestes Werk ist der Roman Hyakuoku no Hiru to Sen’oku no Yoru (百億の昼と千億の夜). Der Roman ist eine Kombination aus Wissenschaft und Mythologie und befasst sich unter anderem mit Platon und dem Buddha Siddhartha. Es wurde 2006 in einer Umfrage des japanischen S-F Magazines zu einem der besten japanischsprachigen Romane gekürt. In den späten 1970er Jahren wurde Hyakuoku no Hiru to Sen’oku no Yoru von Moto Hagio (萩尾 望都) als Manga adaptiert.

### Ausgewählte Romane
- 1964 Tasogare ni Kaeru (たそがれに還る)
- 1967 Hyakuoku no Hiru to Sen’oku no Yoru (百億の昼と千億の夜)
- 1977 Higashi Canal Bunsho (東キャナル文書)
- 1984 Fubuki no Niji (吹雪の虹)
- 1984 New York, Yōsoro (紐育、宜候)
- 1993 Yamiichi no Shinkirō (闇市の蜃気楼)
- 1996 Hideyoshi to Nobunaga: Shisetsu shinchō-kōki (秀吉と信長　私説 信長公記)
- 1999 Ihon Saiyūki (異本西遊記)